# Futbolista del año en Serbia
El Futbolista del Año en Serbia (en cirílico serbio:Српски фудбалер године, Srpski fudbaler godine) es un premio anual entregado por la Asociación de Fútbol de Serbia al mejor jugador del año. Originalmente era entregado por la Asociación de Fútbol de Serbia y Montenegro. En la misma instancia se premia al Mejor Entrenador Serbio del Año.

## Futbolista del año

### República Federal de Yugoslavia
| Año  | Futbolista del año | Club                                    | Ref. |
| ---- | ------------------ | --------------------------------------- | ---- |
| 1992 | Predrag Mijatović  | Partizan Belgrado                       |      |
| 1993 | Predrag Mijatović  | Partizan Belgrado Valencia CF           |      |
| 1994 | no asignado        |                                         |      |
| 1995 | Dejan Savićević    | AC Milan                                |      |
| 1996 | no asignado        |                                         |      |
| 1997 | no asignado        |                                         |      |
| 1998 | Predrag Mijatović  | Real Madrid                             |      |
| 1999 | Siniša Mihajlović  | SS Lazio                                |      |
| 2000 | Mateja Kežman      | Partizan Belgrado                       |      |
| 2001 | no asignado        |                                         |      |
| 2002 | no asignado        |                                         |      |
| 2003 | Nikola Žigić       | Spartak Subotica Estrella Roja Belgrado |      |
| 2004 | no asignado        |                                         |      |

### Serbia
| Año  | Futbolista del año     | Club                 | Ref.  |
| ---- | ---------------------- | -------------------- | ----- |
| 2005 | Nemanja Vidić          | Spartak de Moscú     | [ 1 ] |
| 2006 | Dejan Stanković        | Inter de Milán       | [ 2 ] |
| 2007 | Nikola Žigić           | Valencia             | [ 3 ] |
| 2008 | Nemanja Vidić (2)      | Manchester United    |       |
| 2009 | Miloš Krasić           | CSKA Moscú           | [ 4 ] |
| 2010 | Dejan Stanković (2)    | Inter de Milán       | [ 5 ] |
| 2011 | Aleksandar Kolarov     | Manchester City      | [ 6 ] |
| 2012 | Branislav Ivanović     | Chelsea FC           | [ 7 ] |
| 2013 | Branislav Ivanović (2) | Chelsea FC           |       |
| 2014 | Nemanja Matić          | Chelsea FC           |       |
| 2015 | Nemanja Matić (2)      | Chelsea FC           |       |
| 2016 | Dušan Tadić            | Southampton FC       |       |
| 2017 | Vladimir Stojković     | Partizan de Belgrado |       |
| 2018 | Aleksandar Mitrović    | Fulham FC            |       |
| 2019 | Dušan Tadić            | Ajax de Ámsterdam    |       |
| 2021 | Dušan Tadić (3)        | Ajax de Ámsterdam    |       |

### Femenino
| Año  | Futbolista del año | Club             | Ref. |
| ---- | ------------------ | ---------------- | ---- |
| 2019 | Violeta Slović     | Spartak Subotica |      |
| 2021 | Jelena Čanković    | FC Rosengård     |      |

## Entrenador del año
| Año  | Técnico del año      | Club                                       | Ref.  |
| ---- | -------------------- | ------------------------------------------ | ----- |
| 2005 | Ilija Petković       | Selección de fútbol de Serbia y Montenegro | [ 1 ] |
| 2006 | Ljubiša Tumbaković   | Shandong Luneng Taishan                    | [ 2 ] |
| 2007 | Miroslav Đukić       | FK Partizan Selección de fútbol de Serbia  | [ 3 ] |
| 2008 | Slaviša Jokanović    | FK Partizan (2)                            |       |
| 2009 | Radomir Antić        | Selección de fútbol de Serbia              | [ 4 ] |
| 2010 | Milovan Rajevac      | Selección de fútbol de Ghana               | [ 5 ] |
| 2011 | Ivan Jovanović       | APOEL Nicosia                              | [ 6 ] |
| 2012 | Dragan Okuka         | Jiangsu F. C.                              |       |
| 2013 | Ljubinko Drulović    | Selección de fútbol sub-19 de Serbia       |       |
| 2014 | Radovan Ćurčić       | Selección de fútbol sub-21 de Serbia       |       |
| 2015 | Veljko Paunović      | Selección de fútbol sub-20 de Serbia       |       |
| 2016 | Dragan Stojković     | Guangzhou City Football Club               |       |
| 2017 | Vladan Milojević     | Estrella Roja de Belgrado                  |       |
| 2018 | Vladan Milojević (2) | Estrella Roja de Belgrado (2)              |       |
| 2019 | Siniša Mihajlović    | Bologna Football Club 1909                 |       |
| 2021 | Dragan Stojković (2) | Selección de fútbol de Serbia (4)          |       |

## Récords

### Según cantidad de premios
| N.º | Jugadores           | Años             |
| --- | ------------------- | ---------------- |
| 3   | Dušan Tadić         | 2016, 2019, 2021 |
| 2   | Nemanja Vidić       | 2005, 2008       |
| 2   | Dejan Stanković     | 2006, 2010       |
| 2   | Branislav Ivanović  | 2012, 2013       |
| 2   | Nemanja Matić       | 2014, 2015       |
| 1   | Nikola Žigić        | 2007             |
| 1   | Miloš Krasić        | 2009             |
| 1   | Aleksandar Kolarov  | 2011             |
| 1   | Vladimir Stojković  | 2017             |
| 1   | Aleksandar Mitrović | 2018             |

| N.º | Entrenadores       | Años       |
| --- | ------------------ | ---------- |
| 2   | Vladan Milojević   | 2017, 2018 |
| 2   | Dragan Stojković   | 2016, 2021 |
| 1   | Ilija Petković     | 2005       |
| 1   | Ljubiša Tumbaković | 2006       |
| 1   | Miroslav Đukić     | 2007       |
| 1   | Slaviša Jokanović  | 2008       |
| 1   | Radomir Antić      | 2009       |
| 1   | Milovan Rajevac    | 2010       |
| 1   | Ivan Jovanović     | 2011       |
| 1   | Dragan Okuka       | 2012       |
| 1   | Ljubinko Drulović  | 2013       |
| 1   | Radovan Ćurčić     | 2014       |
| 1   | Veljko Paunović    | 2015       |
| 1   | Siniša Mihajlović  | 2019       |

### Según equipo del premiado
| N.º | Equipo o selección   | Años                   |
| --- | -------------------- | ---------------------- |
| 4   | Chelsea F. C.        | 2012, 2013, 2014, 2015 |
| 2   | Inter de Milán       | 2006, 2010             |
| 2   | Ajax de Ámsterdam    | 2019, 2021             |
| 1   | Spartak de Moscú     | 2005                   |
| 1   | Valencia             | 2007                   |
| 1   | Manchester United    | 2008                   |
| 1   | CSKA de Moscú        | 2009                   |
| 1   | Manchester City      | 2011                   |
| 1   | Southampton          | 2016                   |
| 1   | Partizán de Belgrado | 2017                   |
| 1   | Fulham               | 2018                   |

| N.º | Equipo o selección            | Años                   |
| --- | ----------------------------- | ---------------------- |
| 4   | Selección de fútbol de Serbia | 2005, 2007, 2009, 2021 |
| 2   | F. K. Partizan                | 2007, 2008             |
| 2   | Estrella Roja de Belgrado     | 2017, 2018             |
| 1   | Shandong Luneng Taishan       | 2006                   |
| 1   | Selección de fútbol de Ghana  | 2010                   |
| 1   | APOEL F. C.                   | 2011                   |

### Según la liga
| N.º | Jugadores                  | Años                                           |
| --- | -------------------------- | ---------------------------------------------- |
| 8   | Premier League             | 2008, 2011, 2012, 2013, 2014, 2015, 2016, 2018 |
| 2   | Liga Premier de Rusia      | 2005, 2009                                     |
| 2   | Serie A                    | 2006, 2010                                     |
| 2   | Eredivisie                 | 2019, 2021                                     |
| 1   | Primera División de España | 2007                                           |
| 1   | Superliga de Serbia        | 2017                                           |

| N.º | Técnicos                   | Años                         |
| --- | -------------------------- | ---------------------------- |
| 5   | Selecciones nacionales     | 2005, 2007, 2009, 2010, 2021 |
| 4   | SuperLiga Serbia           | 2007, 2008, 2017, 2018       |
| 1   | Super Liga China           | 2006                         |
| 1   | Primera División de Chipre | 2011                         |